# Gundemaro Piniolis
Gundemaro Piniolis (em castelhano: Gundemaro Pinioliz;  m.1012) foi um rico-homem e poderoso magnata no Reino de Leão, genearca duma das mais importante linhagens asturianas da Idade Média e bisavô de Jimena Dias, a esposa de Rodrigo Dias de Vivar O Cid.

## Relações familiares e biografia

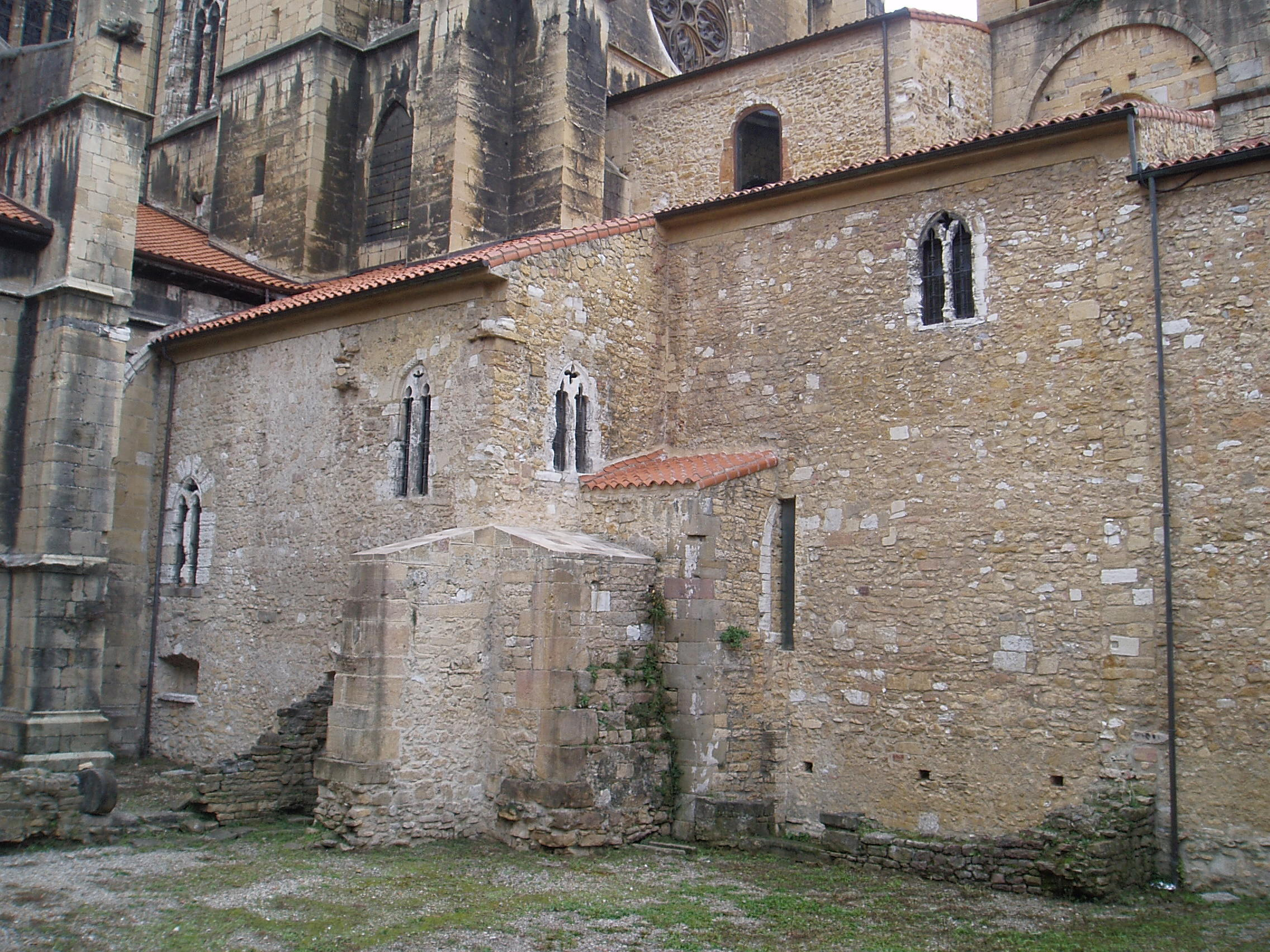
Edifícios prerrománicos da Catedral de Oviedo

Foi filho de Piniolo Gundemaris e de Jimena Velaz, filha do conde Vela Nunes e da condessa Totilde, e irmã do conde Froila Velaz.[a]  Teve vários irmãos, incluindo a Elvira Piniolis, esposa do conde Bermudo Velaz, antepassados do conde Suero Bermudes, e a condessa Aragonte, a mulher do conde Jimeno Jimenes, neto de Diogo Fernandes.
Aparece com muita freqüência nos documentos medievais confirmando diplomas reais, assim como em transações e doações familiares privadas. Em Março de 976 confirmou a doação do conde Froila Velaz, seu tio, à Catedral de Oviedo, como Gundimaro Pinioli armiger, ou seja, como real armígero do rei Ramiro III.  Depois, foi membro da Cúria Régia do rei Bermudo III durante quinze anos, aparecendo pela primeira vez com o título de conde em Março de 996 assim como en 1003. Governouu o territorio de Astúrias "Asturias per multos annos regente" segundo afirmou seu viúva, a condesa Muniadona, anos depois.
O conde Gundemaro teve muitas propriedades em Oviedo, algumas das quais foram adquiridas e outras doadas por os reis Ramiro III e Vermudo II. A rainha Velasquita, provavelmente seu madrinha, também doouo-lhe em seu batismo bens territoriais.  Também teve umas terras e vilas em Teverga. Ele e sua esposa fizeram numerosas doações a vários mosteiros, especialmente ao Mosteiro de São Vicente, e à Catedral de Oviedo e em 1000 foram os fundadores do Mosterior de San Miguel de Trevías e também fundaram o Mosteiro de Santa Marina.
A última vez que aparece nos documentos medievais foi à 28 de Setembro de 1011 e morreu entre esta data e antes do dia 18 de Julho de 1012 quando sua viúva Muniadona fez uma doação para a Catedral de Oviedo mencionando uiro meo domnus Gundemaris, diue memorie.

## Matrimónio e descendência
Contraiu um primeiro matrimónio com uma senhora cujo nome a história não regista de quem teve a:
- Gontrodo Gundemaris (m. em fevereiro de 1075). Foi freira e possivelmente a abadessa no Mosteiro de São Pelayo de Oviedo.[11] À 22 dezembro de 1036, sua madrasta Muniadona e irmão Fernando doaram a Gontrodo quatro mosteiros: São Salvador de Taule (Tol), São Miguel de Trieves, São Martin, São Pedro e Santiago de Vesulio, e Santa Marina, ao lado de São Tirso de Oviedo.[12][13][b] A doação foi confirmada pela infanta Cristina Bermudes, a filha do rei Vermudo II e sua primeira esposa Velasquita Ramires, Teresa Bermúdez, também filha do rei Bermudo e sua segunda esposa a rainha Elvira Garcia, e Jimena, neta de Bermudo e filha do rei Afonso V.[7]  Gontrodo otorgou testamento à 2 de fevereiro de 1075 in articulo mortis.[11]  No seu testamento, menciona a seu pai e a seu irmão Fernando.

Casou antes de Maio de 991 com Muniadona que ainda estava viva no ano 1045. Deste matrimónio nasceram:
- Fernando Gundemaris (m. depois de 1063), conde. Em Maio de 1063, doou ao Mosteiro de São Salvador de Taule a vila de Guntemiri que tinha sido de seus pais Gundemaro e Muniadona e de seu irmão Pelayo. Também na mesma data, doou as vilas Vetelli e Sierra de la Reina e Vega de Paricia. No documento, ele disse que Sierra de la Reina havia sido doada pela rainha Velasquita, a esposa repudiada do rei Vermudo II, em seu batismo. Casou com Muniadona Ordonhez, filha de Ordonho Ramires e bisneta do conde Gonçalo Mendes.[15]  Fernando foi o avô materno do conde Rodrigo Dias, seu irmão o conde Fernando Dias, e de Jimena Dias, a esposa d'O Cid devido a que uma filha sua, provavelmente chamada Cristina, foi a esposa do conde Diogo Fernandes de Oviedo[16][6][c]
- Pelayo Gundemaris (morto antes de 1063).